# Annapolis (Maryland)
Annapolis az Amerikai Egyesült Államok Maryland államának fővárosa és Anne Arundel megye megyeszékhelye. Népessége csaknem 40 000 fő. A Chesapeake-öböl partján fekszik a Severn folyó torkolatánál, 42 km-re délre Baltimore-tól és 47 km-re keletre Washingtontól. Átmenetileg a 18. század végén az Egyesült Államok fővárosa is volt. Itt található a St. John's College.

## Történelem
A települést Providence néven a Severn folyó északi partján 1649-ben a virginiai kolóniából száműzött puritánok alapították, William Stone vezetésével. A telepesek később átköltöztek a védettebb, déli parton található kikötőhöz. Ezt a települést eredetileg "Town at Proctor's"-nak nevezték, ami később megváltozott "Town at Severn"-re, majd "Anne Arundel's Towne"-ra (Anne Arundel Baltimore második kormányzójának a felesége volt). A város nagy vagyont halmozott fel a rabszolga-kereskedelem során.
1694-ben a marylandi kolónia fővárosává tették, és átkeresztelték Annapolisra Anna hercegnő, a leendő brit királynő tiszteletére.
A 18. század közepétől az Amerikai függetlenségi háború kirobbanásáig a város módos és előkelő lakosairól volt híres. A Maryland Gazette-et, az egyik legjelentősebb hetilapot itt alapították, 1745-ben. 1769-ben megnyílt a városi színház. A kereskedelem virágzott egészen 1780-ig, amikor megnyitották a baltimore-i kikötőt. A város iparához azóta is jelentősen hozzájárulnak az osztrigafeldolgozó, hajóépítő és vitorlakészítő üzemek. Napjainkban Annapolis számos üdülőhajónak ad otthont, melyek lassan felváltották a város tengeri élelmiszer-feldolgozó iparát.
Annapolis rövid időre az Egyesült Államok fővárosa lett, miután aláírták a párizsi békét, 1783-ban. A Kongresszus itt ülésezett a marylandi szövetségi parlamentben (State House) 1783. november 26-tól 1784. június 3-ig, és itt, Annapolisban mondott le a kontinentális hadsereg éléről George Washington tábornok 1783. december 23-án.
A Polgárháború alatt Annapolisban állítottak fel egy gyűjtőtábort, ami a háború előrehaladtával kinőtte magát egy városon kívüli nagyobb teleppé. A sebesült uniós katonákat és a konföderációs hadifoglyokat hajóval szállították az annapolisi kórházakba.

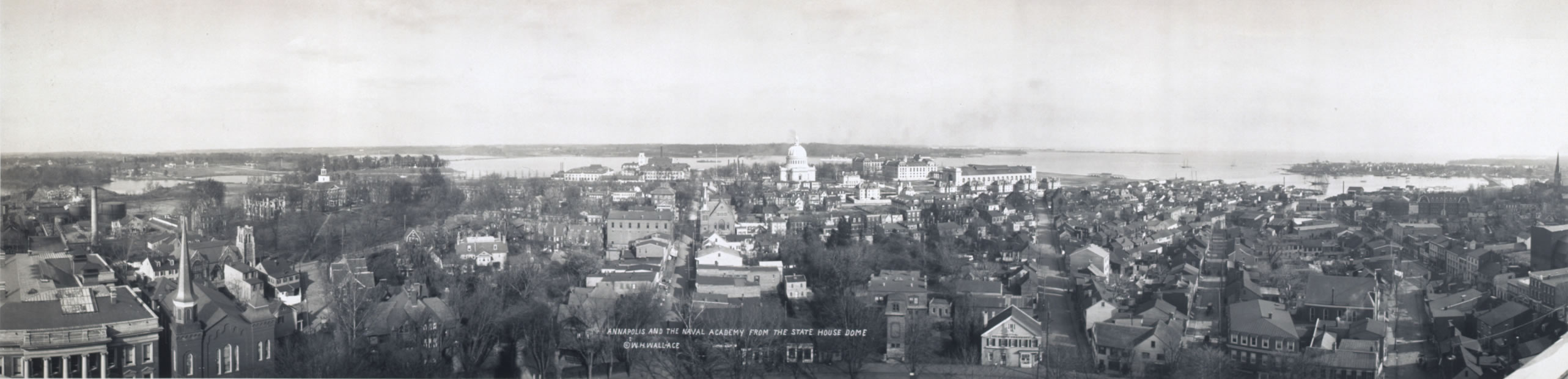
Annapolis látképe a szövetségi parlament kupolájából, 1911

A 20. század elején Annapolis lakossága 8585 fő volt.
A State Housetól északra található Thurgood Marshall emlékműve, aki az Egyesült Államok Legfelsőbb Bíróságának első fekete bírája volt.
A közelben van az állami kincstár, amit a 17. század végén építettek.
Annapolisban sok 18. századi ház áll, és számos utcanév is a gyarmati időket idézi. (King George's, Prince George's, Hanover, Duke of Gloucester stb.)
Az Egyesült Államok Tengerészeti Akadémiáját is itt alapították 1845-ben.
Annapolis ad otthont a St. John's College-nak, egy nem egyházi magániskolának, amit korábban az állam támogatott. 1789-ben nyitották meg a King William's School utódjaként. A főépülete, a McDowell Hall, eredetileg a kormányzó rezidenciája lett volna, ám az építését nem fejezték be a Függetlenségi Háború végéig.
2003. szeptember 19-én az Izabella hurrikán, Annapolis történetének legnagyobb vihara, elárasztotta és megrongálta a belváros és a környező otthonok nagy részét.
2007–2008-ban a város az 1708-as királyi charta 300. évfordulóját ünnepelte, amely megteremtette a demokratikus önkormányzat alapjait.

## Épületek, látnivalók

### A State House
A Maryland State House a legrégibb folyamatosan használatban lévő kormányhivatal az Egyesült Államokban. Építését 1772-ben kezdték, és miután az amerikai forradalom kitörése miatt a munkálatok egy ideig szüneteltek, 1779-ben fejezték be. Ciprusgerendákból emelt kupolája a legnagyobb fakupola az országban, elemeit kizárólag facsapok tartják össze.
A Maryland State House adott otthont az Egyesült Államok kormányának 1783. november 26. és 1784. augusztus 13. között. 1783. december 23-án itt mondott le hadseregparancsnoki tisztéről George Washington, és itt ratifikálta a kongresszus 1784. január 14-én az amerikai forradalmat lezáró párizsi békeszerződést. Ezáltal Annapolis lett az USA első békebeli fővárosa.

### USA Tengerészeti Akadémia
Az Egyesült Államok Tengerészeti Akadémiáját 1845-ben alapították a Severn erőd helyén. Ma a folyótól visszanyert területen áll a Chesapeake-öböl partján.

### Színházak
Annapolis pezsgő kulturális élete két színháznak ad otthont a történelmi negyedben. Az East Streeten található a Colonial Players nevű társulat, amely nagyjából hat előadást mutat be egy évben a kis színpadán. A melegebb hónapokban az Annapolis Summer Garden Theatre három szabadtéri darabot ad elő, amit a városi kikötőből is látható. Minden előadást a King William Players, a St. John's College főiskolai színtársulata mutat be, amit a nagyközönség ingyen tekinthet meg. Annapolis ad otthont a nonprofit The Bay Theater Company nek is, valamint a Tengerészeti Akadémia színtársulatának, a Masqueradersnek, akik a Mahan Hallban adnak elő egy-két darabot évente.

### Múzeumok, történelmi helyszínek és emlékművek
A Banneker-Douglass Museum Archiválva 2014. február 3-i dátummal a Wayback Machine-ben a történelmi Mount Moriah Churchben található a Franklin Street 87. szám alatt. Ez tarja nyilván a marylandi afroamerikaiak történelmét. A múzeum ingyenes a belépéssel, bemutatókkal és kiállításokkal várja vendégeit.
A Hammond-Harwood House eredetileg a dohányültetvényes Matthias Hammond rezidenciája volt. Felújítása és megnyitása után kedvelt turistacélpont lett.
A The Kunta Kinte- Alex Haley emlékmű Annapolis belvárosában található a kikötőben. Alex Haley író afrikai hősének, és a Gyökerek (Roots) c. regénye fő alakjának, Kunta Kintének állít emléket, aki itt érkezett Amerikába.

## Földrajz
Annapolis a é. sz. 38° 58′ 23″, ny. h. 76° 30′ 04″38.973056°N 76.501111°W koordinátákon fekszik 45 km-re keletre Washingtontól. Ez a legközelebbi államszékhely a fővároshoz.
A város az atlanti parti síkságon terül el, a legmagasabb pontja mindössze 12 méterrel van a tengerszint fölött. Teljes területe 19,7 km², melyből 17,4 km² szárazföldi és 2,3 km² tengeri terület.

## Időjárás
Annapolis éghajlata nedves szubtrópusi meleg nyarakkal és enyhe telekkel. Az alacsony tengerszint feletti magassága és a közelsége a Chesapeake-öbölhöz befolyással van az éghajlatára, a telek és a nyarak is enyhébbek, mint a szárazföld belsejében, mint például Washingtonban.

## Demográfia

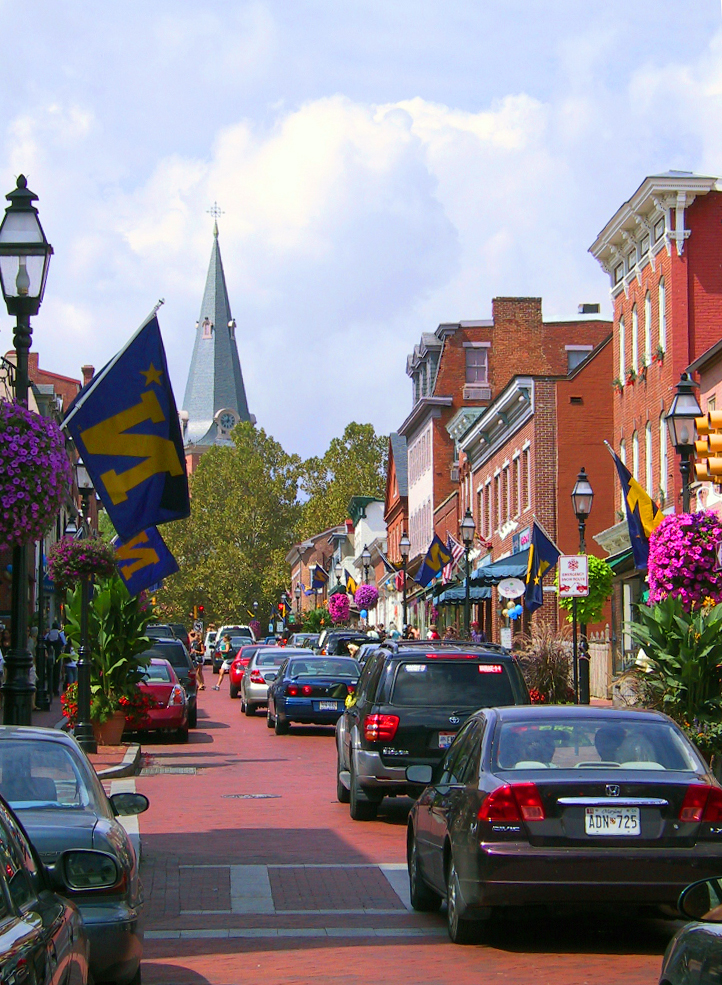
Főutca Annapolis belvárosában

A 2000-es népszámlálás szerint 35 838 fő, 15 303 háztartás és 8676 család élt a városban. A népsűrűség 2056 fő/km². A város etnikai összetétele: 62,66% fehér, 31,44% afroamerikai, 0,17% őslakos amerikai, 1,81% ázsiai, 0,03% csendes-óceáni, 2,22% egyéb valamint 1,67% kevert etnikumú. A lakosság 8,42%-a spanyol-amerikai vagy latin-amerikai. Annapolis spanyol-amerikai lakossága azonban tovább növekszik jelenleg is, és a következő népszámláláskor várhatóan nagyobb arányban fog szerepelni.

## Közlekedés

### Autóbusz
Az Annapolisi Közlekedési Vállalat (ADOT) 11 vonalon üzemeltet helyi buszjáratokat. Az ADOT külön járatokat szervez az idősek és mozgáskorlátozottak részére.

### Vasút
Furcsa módon Annapolis az egyetlen államszékhely az Egyesült Államokban, ahol semmiféle vasúti közlekedés nem található. 1840 és 1968 között Annapolist a vasút kötötte össze a külvilággal. Két intercity vonal működött, ami délről és északról szállított utasokat. 1935-ben a vasúti társaság csődbe ment a nagy gazdasági világválság miatt, és felfüggesztette a déli járatait. Az északi vonalat egy új társaság vette át. Létezett egy gőzmozdony járat is a Baltimore-Ohio vonalon, ami olykor Annapolisba utaztatott főleg a Tengerészeti Akadémia miatt. 1950-re az északi vonalon is megszűnt az utasforgalom, és 1968-ban a tehervasút is leállt a Severn folyón átívelő állványhíd lepusztult állapota miatt. A síneket 1976-ban felszedték.
Ma csak Annapolis közeléből indulnak rövid járatok a környező települések felé.

## Oktatás
Annapolis az Anne Arundel megyei közoktatási rendszerbe tartozik.
Az Annapolis High School 1898 óta működik, és nyújt nemzetközileg elismert okleveles képzést. A közeli Broadneck High Schoolt 1982-ben alapították. A St. Mary High School és az ehhez tartozó általános iskola a belvárosban található. További általános iskolák a városban: Eastport Elementary School, Aleph Bet Jewish Day School, Annapolis Area Christian School, St. Martins Lutheran School, Severn School és az Indian Creek School. A már 50 éve működő Key School nevű magánintézmény egy átalakított farmon található a közelben.

## Híres emberek
- Alexander C. Hanson politikus, szenátor

## Testvértelepülései
Annapolis az alábbi települések testvérvárosa:
- Észtország, Tallinn
- Wales, Newport, Egyesült Királyság
- Skócia, Dumfries, Egyesült Királyság
- Írország, Wexford
- Kanada, Annapolis Royal, Új-Skócia
- Svédország, Karlskrona
- USA, Redwood City, Kalifornia

## Fordítás
Ez a szócikk részben vagy egészben  az   Annapolis, Maryland című angol Wikipédia-szócikk fordításán alapul.  Az eredeti cikk szerkesztőit annak laptörténete sorolja fel. Ez a jelzés csupán a megfogalmazás eredetét és a szerzői jogokat jelzi, nem szolgál a cikkben szereplő információk forrásmegjelöléseként.